# Электрогитара
Электрогита́ра (слово возникло от словосочетания «электромеханическая гитара») — струнный щипковый электронный музыкальный инструмент, разновидность гитары, имеющая электромагнитные звукосниматели, преобразующие колебания металлических струн в колебания электрического тока. А также данная разновидность гитар имеет разные формы корпуса. Сигнал со звукоснимателей может быть обработан для получения различных звуковых эффектов и усилен — для воспроизведения через акустическую систему. 
Электрогитары изготавливаются, как правило, из дерева. Самые распространённые материалы — ольха, ясень, махагони (красное дерево), клён. В качестве накладок на гриф применяют палисандр, чёрное дерево и клён.
Наиболее распространены шестиструнные электрогитары. Классический строй шестиструнной гитары аналогичен строю акустической гитары: ми-си-соль-ре-ля-ми (E-H-G-D-A-E, от высоких нот к низким). Достаточно часто используется строй «dropped D», в котором нижняя струна настраивается в ре (D) и более низкие настройки (Drop C, Drop B), которые используют в основном гитаристы, играющие в различных поджанрах экстремального металла. В семиструнных электрогитарах чаще всего дополнительная нижняя струна настраивается в си (B). Восьмиструнная гитара — электрогитара с дополнительными 7 и 8 струнами для расширения доступного звукового диапазона низких частот. Впервые сделана на заказ и использована шведской метал-группой «Meshuggah». Благодаря популярности этой группы для любителей подобной музыки выпущена первая серийная 8-струнная гитара, Ibanez 2228.
Типичными, наиболее популярными и одними из старейших моделей электрогитар являются Telecaster (выпущена в 1951 году) и Stratocaster (1954) компании Fender, а также Les Paul (1952) компании Gibson. Эти гитары считаются эталонными и имеют множество копий и подражаний, которые производятся другими компаниями. Многие современные крупные компании по производству музыкальных инструментов в начале своей деятельности выпускали лишь копии популярных моделей Fender и Gibson. Впрочем, впоследствии такие фирмы как Rickenbacker, Ibanez, MusicMan, Jackson, Yamaha, Hamer, B.C. Rich, ESP, Schecter и другие выпустили собственные модельные ряды инструментов, которые стали очень популярными в мире.

## История

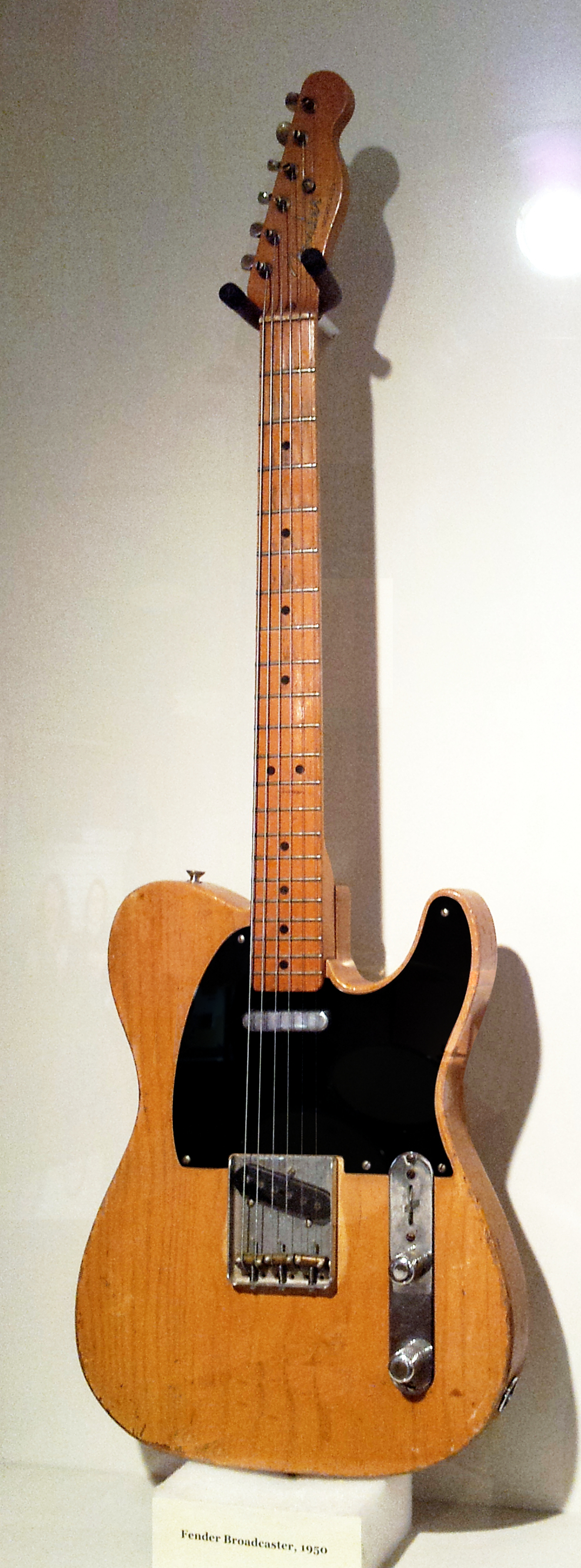
«Fender Telecaster» (оригинальное название ― «Broadcaster») 1950 года выпуска

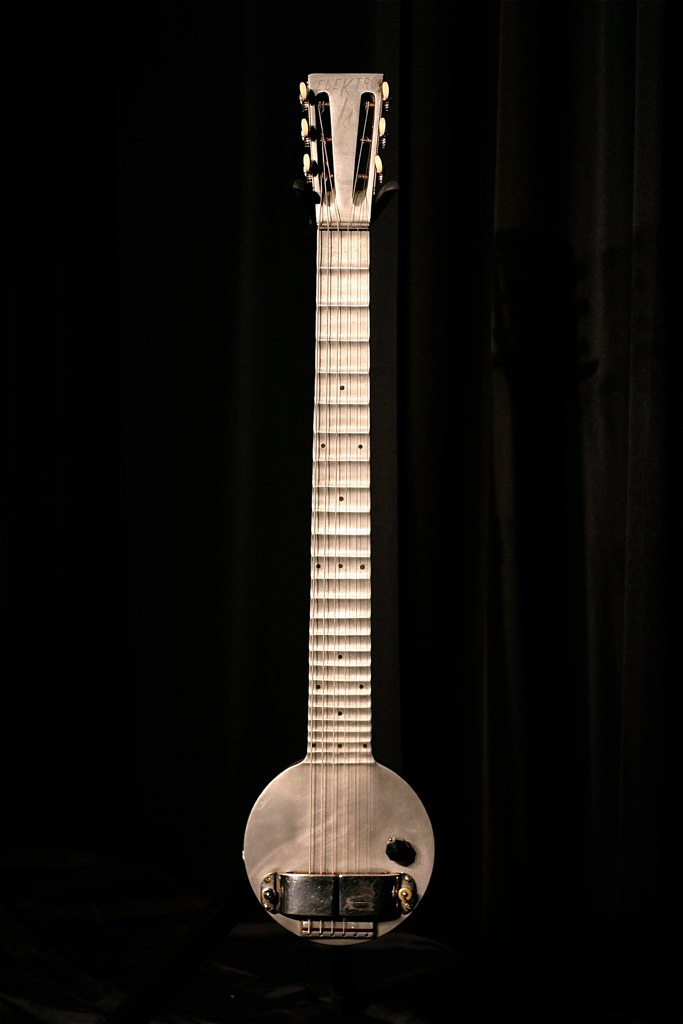
Внешний вид гитары-«сковородки»

Появление электрогитары было связано с распространением джаза и свинга в США в 1920―1940-х годах. Первая электрогитара была разработана в США в 1930-х годах Жоржем Бошамом как усовершенствованная версия гавайской гитары и получила прозвище «frying pan» (с англ. — «сковородка»). У «сковородок» не было резонаторного отверстия (однако их корпус был полым), из-за чего у них были проблемы со звукоизвлечением. В начале 1940-х годов этот вопрос попытались решить Адольф Рикенбекер, Лео Фендер и Лес Пол, причём Фендер и Лес Пол считали, что единственный способ устранить проблему ― создать гитару с цельным корпусом. В 1941 году появился подобный инструмент за авторством Леса Пола. В 1948 году инженер Пол Бигсби сконструировал собственную версию электрогитары для исполнителя кантри-музыки Мерла Трэвиса. В 1940-х годах электрогитара попала на музыкальную сцену севера США и из-за своего звучания завоевала в регионе популярность. В это же время прославились такие блюз-гитаристы, как Чарли Крисчен, Элмор Джеймс, Мадди Уотерс и Хаулин Вулф.
В 1948 году компания Fender выпустила первую серийную электрогитару с цельным корпусом под названием «Fender Telecaster» (на старте продаж она носила название «Fender Broadcaster»). Спустя два года Лес Пол и компания Gibson представили модель «Gibson Les Paul Standard». В 1954 году Fender выпустили в продажу модель «Fender Stratocaster», оснащённую тремя звукоснимателями вместо двух, как было на «Telecaster». Электрогитара стала символом молодёжной культуры с появлением в 1950-х годах ритм-н-блюза, рок-н-ролла и рокабилли и растущей популярностью музыкантов Чака Берри, Бадди Холли, Бо Диддли и Карла Перкинса, противостоявшим мнению старшего поколения об «аморальной музыке».
Во второй половине XX века производители музыкальных инструментов начали оснащать гитарные предусилители различными эффектами, включая дисторшн, тремоло и wah-wah, в результате чего начали появляться новые направления в рок-музыке. Электрогитара стала использоваться как соло- и ритм-инструмент, и появились новые техники игры на ней, такие как стринг-бендинг, hammer-on и слайд. Возросшая популярность электрогитары привела к созданию электрических версий и других инструментов, например, бас-гитары.

## Классификация
Большая российская энциклопедия выделяет следующие классификации электрогитары: по типу резонатора на гитару с резонансными полостями (причём инструмент невозможно использовать без усилителя низкой частоты и акустических систем) и цельнокорпусную, у которой дека создана путём соединения нескольких кусков дерева, и по функции на соло- и ритм-гитару (для ритмического сопровождения также может использоваться бас-гитара).
Соло-гитара (также «лид-гитара») и ритм-гитара не являются конструктивно разными инструментами. На лид-гитаре играют солирующие партии, мелодические вставки и проходы. В партиях соло-гитары возможно также встретить импровизации: в партитурах эстрадных ансамблей часто есть пустые такты, имеющие пометку «Fill In» (с англ. — «Заполнить») и означающие возможность соло-гитариста сыграть собственную мелодию, уложив её в имеющееся количество тактов. На ритм-гитаре зачастую играют только гармонический аккомпанемент, выраженный или игрой полного аккорда на весь такт, или различными интервалами: октавой, квинтой, квартой либо терцией. В ритм-партии, как правило, прослеживается ритмический рисунок на один-два такта на протяжении либо всего произведения, либо его той или иной части. В музыкальном стиле фанк на ритм-гитаре играют техникой «чёс», при которой музыкант левой рукой недожимает струны на грифе, а правой играет определённый ритмический рисунок в данное время.

### Разновидности
Большая российская энциклопедия выделяет следующие разновидности электрогитары:
- Бас-гитара ― четырёхструнный электронный инструмент, изначально предназначенный для музыкального сопровождения других инструментов. Имеет следующий строй: E, A, D, G. Первая электронная бас-гитара под названием «Audiovox» была создана Полом Тутмарком[англ.] в 1935 году. Массовое производство инструмента началось в 1951 году с появлением модели «Fender Precision Bass». Во второй половине XX века была разработана и акустическая бас-гитара. Корпус электронного баса зачастую изготавливают из цельного куска дерева[7];
- Стик ― десятиструнный электронный музыкальный инструмент, разработанный Эмметтом Чепменом в конце 1960-х годов и предназначенный для игры тэппингом. Конструкция стика позволяет играть отдельные аккорды и партии одновременно разными руками: на «басовой» и «мелодичной» половинах соответственно; его диапазон составляет более пяти октав. Согласно английскому писателю Терри Барроузу[англ.], данный инструмент имеет статус культового[8].

## Конструкция и принцип работы
Электрогитара состоит из следующих элементов:
- Колок — деталь конструкции электрогитары, служащая для натяжения струн и составляющая колковый механизм, использующий червячную передачу[10];
- Гриф ― длинная узкая пластинка, которую прикрепляют к шейке гитары и над которой натягивают струны. Служит для изменения высоты звука во время игры путём прижатия пальцами струн к врезанным порожкам-ладам, гриф изготавливается из пластмассы или дерева[11]. Так как порода дерева влияет на звучание, зачастую при производстве выбирают красное дерево и клён[12];
- Корпус (дека) — лицевая сторона электрогитары, над которой натягивают струны с помощью струнодержателя, колков и пр[13]. От резонаций деки зависит звучание инструмента. Корпус обычно изготавливают из трёх кусков дерева. Используют следующие породы: липа американская, красное дерево, ольха и ясень. Корпуса могут иметь любую форму[12];
- Звукосниматель (датчик) — устройство, преобразующее колебания струны в электрический ток: струна колеблется в поле, созданном магнитами звукоснимателя, после чего внутри катушки, намотанной вокруг магнитов, образуется ток, который подаётся на гитарный усилитель. Датчики по своему типу делятся на «сингл», предназначенный для извлечения «чистого» звука, и «хамбакер» (от англ. humbucking — «шумоподавление»), который используют при игре на гитаре для создания эффекта перегруза без лишнего фона[14];
- Струнодержатель — деталь электрогитары, служащая для закрепления нижних концов струн. Представляет собой планку с отверстиями для струн, установленную на деке. Натяжение струн на таком струнодержателе рассредотачивается на значительном пространстве[15];
- Струны — источник звука электрогитары, её звучание зависит от амплитуды, формы и частоты колебаний, совершаемых гитаристом. Звук извлекается путём защипывания струны пальцем или медиатором. Струны для электрогитары изготавливаются из металла и могут иметь обвивку[16].

Принцип работы электрогитары заключается в следующем: вибрация струн передаётся на электромагнитное поле вокруг звукоснимателей, преобразующие данную вибрацию в электрический ток. Сигнал с датчиков может быть обработан, чтобы получить различные звуковые эффекты, а также усилен с помощью динамиков. При этом если заменить звукосниматель, то возможно изменить и звучание электрогитары.

### Оборудование
Бунькова А. Д., Буньков М. А. и Цивилев А. В. отмечают следующее гитарное оборудование:
- Гитарный усилитель (также «комбоусилитель», «гитарный комбоусилитель») ― акустическая система, имеющая встроенный усилитель, разъём для подключения электрогитары и регуляторы для настройки звучания. Внешне система похожа на ящик и зачастую изготавливается из фанеры со слоем виниловой плёнки сверху. Передняя панель усилителя содержит динамик, закрытый пропускающей звук тканью; основные разъёмы и регуляторы расположены на верхней панели[19];
- Блок эффектов (также «гитарная обработка», «гитарная педаль», «педаль эффектов», «примочка») ― аналоговое или цифровое устройство, изменяющее аудиосигнал, проходящий сквозь него, и изготавливаемое в форме встроенных в гитарный усилитель или телекоммуникационную стойку регуляторов либо гитарных педалей, названных так из-за способа включения (нажатием ноги). Педали эффектов, объединённые в одном корпусе, называются гитарным процессором[20].

## Применения

### В джазе и блюзе
В джаз электрогитара пришла в 1937 году благодаря Эдди Дарэму, техасскому джазмену, игравшему, в числе прочих, с Каунтом Бэйси, который, правда, предпочитал использовать его в качестве тромбониста. Считается, что именно Дарэм первым исполнил гитарное соло (на электрическом National, в «Time Out», запись от 9 августа 1937 года). Первым «электрическим» блюзменом стал Джордж Барнс, 1 марта 1938 года сыгравший в студии — сначала с Большим Биллом Брунзи, затем с Кертисом Джонсом. В 1939 году электрогитару взяли на вооружение чикагские блюзмены Биг Билл Брунзи и Тампа Ред. Затем Мемфис Минни записала «электрическую» версию песни «Me And My Cauffer», принесшую ей первый большой успех. Звездой ранней электрогитары был и Чарли Кристиан, который приобрёл широкую известность в 1939—1942 годах, но славы достичь не успел (в 25 лет он умер от туберкулёза). Историки джаза утверждают, что именно Кристиан стал ключевой фигурой в истории современной электрогитары, оказав влияние на творчество таких мастеров, как Элдон Шэмблин, Мерл Трэвис, Хэнк Томпсон, Чет Аткинс, Билл Блэк, Джимми Брайант, Барни Кессел, Тэл Фарлоу, Уэс Монтгомери.
С зарождением стиля джаз-рока в 1960-х годах и благодаря музыканту Элу ди Меоле появились новые техники игры на электрогитаре, включающие в себя элементы фламенко и восточной музыки.
На отечественной эстраде (в СССР) первым электрогитаристом явился музыкант-экспериментатор Юрий Мухин.

### В рок-музыке
Одновременно с зарождением рок-музыки одним из основных инструментов рок-группы стала электрогитара. Она звучала на записях многих ранних рок-музыкантов — Элвиса Пресли, Билла Хейли, однако революционное влияние на развитие рок-техники игры на электрогитаре оказали Чак Берри и Бо Диддли. Их соло-партии и приёмы использования гитарного звука в контексте песни, эксперименты со звучанием оказали серьёзное влияние на последующую рок-музыку.
В 1960-е годы появляется целый ряд новых открытий в области использования электрогитары. Знаменитый гитарист Джими Хендрикс в корне изменил взгляды на звучание гитары, всяческим образом извлекая из неё новые звуки, используя широкий спектр эффектов. Прежде всего, появились первые педали эффектов дисторшн и фузз, использовавшиеся поначалу группами гаражного рока (Линк Рей, The Sonics, The Kinks), а чуть позже — и более популярными исполнителями (The Beatles, The Rolling Stones). К концу десятилетия начинаются эксперименты с использованием в песнях гитарного фидбэка (The Velvet Underground), а также с более агрессивным и грязным звуком. Последнее привело к появлению в 1970-х годах такого жанра, как хард-рок, наиболее выдающимися гитаристами которого стали Ричи Блэкмор и Джимми Пейдж.
В 1980-х годах, с появлением панк-рока и развитием альтернативного рока, начинаются эксперименты с поиском новых звучаний электрогитары. Важную роль сыграли в этом некоторые группы конца 70-х, например, Joy Division, чей гитарист Бернард Самнер создавал с помощью гитары не столько ритм- или соло-партии в традиционном понимании, сколько атмосферные звуковые ландшафты, воспринимавшиеся при прослушивании песен на подсознательном уровне. Революционную роль в развитии рок-гитары 1980-х годов сыграли Sonic Youth, чьи гитаристы Торстон Мур и Ли Ранальдо, пользуясь нетрадиционными настройками и техниками игры, фидбэками, всевозможными странными гитарными эффектами, смогли создать уникальное звучание, ставшее основой для всей последующей эволюции рока.
Такие группы, как The Jesus and Mary Chain, Big Black, The Jesus Lizard, Pixies, Nirvana, пользовались наработками Sonic Youth, создавая жанр нойз-рока. Из него вышел и поджанр шугейзинга, в котором звучание электрогитары стало максимально отдалённым от привычных стандартов. В песнях шугейз-групп друг на друга накладывалось огромное количество звуковых эффектов, из-за чего гитары иногда звучали как синтезаторы, а традиционные гитарные риффы отходили на задний план, и всё вместе это создавало очень странный, революционный эффект. Брайан Ино назвал это звучание «поп-музыкой будущего». Ведущие группы жанра — My Bloody Valentine (гитаристы Кевин Шилдз и Дебби Гудж), Slowdive, Ride, Pale Saints.
Параллельно с этим в 80-е годы на базе фолк-рока 60-х создавалось более мягкое гитарное звучание, дававшее при наложении множества партий «симфонический» эффект. Огромную роль в развитии такого звука сыграл Джонни Марр из The Smiths.

### В академической музыке
В 1950-х-1960-х годах многие композиторы академической музыки стали использовать в своих произведениях электрогитару. Среди таких произведений — Gruppen Карлхайнца Штокхаузена (1955-1957), String Trio Дональда Эрба (1966), The Possibility of a New Work for Electric Guitar Мортона Фелдмана (1966). Среди более поздних произведений такого рода — MASS Леонарда Бернстайна (1971), Electric Counterpoint Стива Рейха (1987), Miserere Арво Пярта (1989-1992), Симфония № 4 Лепо Сумеры (1992) с соло электрогитары в третьей части.
В 1980—1990-х годах начали писать произведения для электрогитары и более молодые композиторы. Среди них — Стивен Мэки, Ник Дидковски, Скотт Джонсон, Тим Брэди. Экспериментальные композиторы Гленн Бранка и Рис Четхэм написали несколько «симфонических» произведений для электрогитар, которых иногда требовалось до 100 штук.

## Приёмы игры
Бунькова А. Д., Буньков М. А. и Цивилев А. В. отмечают следующие приёмы игры на электрогитаре:
- Hammer-on ― техника игры, при исполнении которой пальцы левой руки резко ударяют по струнам (тем же местом, как и при обычной игре на электрогитаре), извлекая звук без помощи правой. Кисть левой руки находится в положении, мало отличающемся от стандартного[23].
- Pull-off ― приём, исполняющийся пальцами левой руки путём срыва струны с легким её подцеплением[24].
- Bend (также «бенд», «подтяжка») ― подтягивание струны так, что подтянутая нота имеет такое же звучание, что и нота нескольким количеством ладов выше. Наиболее распространёнными бендами являются подтяжки на целый и полутон (2 лада и 1 лад соответственно)[24].
- Вибрато ― техника игры, характеризующаяся покачиванием струны или серией последовательных подтяжек и возвратов. Осуществляется путём упора пальца в струну и вращения кисти вокруг точки соприкосновения пальца со струной. Вибрато может приняться и к заранее подтянутым нотам[24].
- Слайд ― приём, при котором левая рука скользит по струнам, достигая указанной в табулатуре ноты, в то время как правая бьёт по струнам[24].
  - Медиаторный слайд — извлечение определённых шумовых эффектов на гитаре путём постановки аккорда, поворота медиатора ребром, его скольжения по струнам в сторону головки грифа и удара медиатором по струнам[24].
  - Грязный слайд
- Медиаторный флажолет
- Palm muting
- Rake
- Бенды за верхним порожком
- Покачивание грифа
- Тэппинг